# Atiye (série télévisée)
Atiye est une série télévisée de mystère policier et fantastique turque en 24 épisodes de 50 minutes produite et diffusée entre le 27 décembre 2019 et le 17 juin 2021 sur Netflix. C'est la deuxième série turque originale produite par la plate-forme, après Le Protecteur d'Istanbul.

## Synopsis
Atiye est une artiste peintre et enseignante qui vit avec Ozan, fils d'une riche famille. Sur le site archéologique de Göbekli Tepe, les archéologues découvrent un certain signe sur l'entrée d'un mystérieux passage. En voyant sa photo dans les médias, Atiye reconnaît le signe qu'elle dessine depuis toute petite et qui est au centre de son art.

## Distribution

### Acteurs principaux
- Beren Saat (VF : Jessica Monceau) : Atiye Özgürsoy, une artiste peintre et enseignante
- Mehmet Günsür (VF : Gilduin Tissier) : Erhan Kurtis, un archéologue
- Melisa Şenolsun (en) (VF : Caroline Pascal) : Cansu Özgürsoy / Elif Kurtiz, la sœur d'Atiye
- Metin Akdülger (en) (VF : Benjamin Gasquet) : Ozan Yılmaz, le compagnon d'Atiye
- Civan Canova (en) (VF : Philippe Catoire) : Mustafa Özgürsoy
- Başak Köklükaya (en) (VF : Marie Gamory) : Serap Özgürsoy (saisons 1 et 2, récurrente saison 3)
- Tim Seyfi (en) (VF : Bernard Allouf) : Serdar Yılmaz, le père d'Ozan
- Hazal Türesan (en) (VF : Marie Giraudon) : Hannah (saison 2, récurrente saison 1)
- Fatih Al (en) : Nazım Kurtiz (saison 2, récurrent saison 1)
- Senan Kara : Melek Yılmaz (saisons 2 et 3)
- Lara Tonka : Aden (saison 3)
- Selma Ergeç : Umut (saison 3)

### Acteurs récurrents
- Meral Çetinkaya (en) (VF : Julie Carli (1re voix) puis Colette Venhard (2e voix)) : Zühre Altın (14 épisodes, principale saison 1, récurrente saisons 2 et 3)
- Sibel Melek : Seher Altın, enfant (6 épisodes, saisons 1 et 3)
- Selen Öztürk (en) : Seher Altın, adulte (saison 2)
- Cezmi Baskın (en) (VF : Hervé Caradec) : Öner, un archéologue (6 épisodes, saisons 1 et 2)
- Melisa Akman (VF : Céline Melloul) : Anima (4 épisodes, saisons 1 et 2)

## Production

### Fiche technique
- Scénario : d'après le roman Dünyanın Uyanışı de Şengül Boybaş
- Réalisation : Ozan Açıktan, Gönenç Uyanık (saison 1) ; Ali Taner Baltacı, Burcu Alptekin, Gökhan Tiryaki (saison 2)
- Langues : turc, kurde